# Sistema idraulico dell'acquedotto di Padre Tembleque
L'acquedotto di padre Tembleque è la più importante opera di ingegneria idraulica costruita durante il Vicereame della Nuova Spagna nelle Americhe, che aveva lo scopo di portare l'acqua alla popolazione di Otompan, attuale Otumba e alla Congregazione di Tutti i Santi, attualmente Zempoala, così come alle altre popolazioni nel suo percorso.
L'intera opera fu progettata e diretta dal padre francescano Francisco de Tembleque, nativo della provincia di Toledo, in Spagna, giunto nella Nuova Spagna nel 1542 in compagnia di fra' Juan de Romanones e di fra' Francisco de Bustamante.